# From (SQL)
A cláusula SQL From é a fonte de um conjunto de linhas a ser operado em uma instrução DML (Data Manipulation Language) .  Em uma instrução  Select, se especifica as fontes dos dados através da cláusula From. Na cláusula From também pode haver uma operação com a cláusula Join fazendo que haja uma combinação de dados de duas ou mais  fontes diferentes (sejam elas dados, tabelas ou tabelas e consultas).
From é uma palavra reservada no padrão SQL que não deve ser utilizada para nomear bancos de dados, tabelas, colunas ou quaisquer outros objetos de banco de dados.
A cláusula From é usada em conjunto com as instruções SQL, onde a mesma deve assumir a forma padrão:
```
Instrução SQL-DML

FROM 
nome_tabela
```

A cláusula From pode geralmente ser qualquer coisa que retorne um conjunto de linhas, uma tabela, visualização, função ou informações fornecidas pelo sistema como o Esquema de Informações, que normalmente executa comandos proprietários e retorna as informações em forma de tabela.
A cláusula Where permite a filtragem de elementos nos resultados das consultas.

## Exemplos
Vamos efetuar uma consulta em cada tabela, para verificar se os registros foram inseridos corretamente. Para isso usaremos a declaração  Select, especificando somente as colunas que desejamos retornar:
```
SELECT
 
Nome_Fornec
 

FROM
 
Fornecedores

```

Queremos consultar apenas o nome do produto cujo ID é igual a 101. 
```
    
SELECT
 
Nome_Prod
 

    
FROM
 
Produtos

	
WHERE
 
ID_Prod
 
=
 
101

```

## Requerimento
A cláusula From é tecnicamente necessária na álgebra relacional e na maioria dos cenários para ser útil. No entanto, muitas implementações de DBMS relacionais podem não exigir isso para a seleção de um único valor ou linha única - conhecido como Tabela Dual no banco de dados Oracle. Basicamente a Tabela Dual serve para manter a sintaxe correta do Select quando não houver uma tabela na consulta.

Exemplo de consulta sem tabela:
```
    
SELECT
 
3
.
14
 
AS
 
Pi

```

Outros sistemas exigirão uma declaração From com uma palavra-chave, até mesmo para selecionar dados do sistema. Neste casos haverá a necessidade da utilização da Tabela Dual.

Exemplo de consulta com tabela:
```
select
 
to_char
(
sysdate
,
 
'Dy DD-Mon-YYYY HH24:MI:SS'
)

as
 
"Current Time"

from
 
dual
;

```